# Hreșceatîk (Tubilți), Cerkasî
Hreșceatîk (în ucraineană Хрещатик) este un sat în comuna Tubilți din raionul Cerkasî, regiunea Cerkasî, Ucraina.

## Demografie
Componența lingvistică a localității Hreșceatîk
     Ucraineană (97,05%)
     Rusă (2,14%)
     Alte limbi (0,54%)
Conform recensământului din 2001, majoritatea populației localității Hreșceatîk era vorbitoare de ucraineană (97,05%), existând în minoritate și vorbitori de rusă (2,14%).

## Legături externe
- pl Chreszczatyk în Dicționarul geografic al Regatului Poloniei și al altor țări slave, volum XV, p. 1 (Abablewo — Januszowo) 1900